# Nadpomenka
Nàdpomènka (tudi nàdiménka, hiperním, hiperoním) je v jezikoslovju beseda v odnosu do besede, ki jo pojmovno ali pomensko vsebuje; npr. drevo je nadpomenka od besede smreka. 
Nasprotje temu pojmu je podpomenka (hiponim).